# Berliner Symphoniker
Le Berliner Symphoniker est un orchestre symphonique allemand basé à Berlin, Allemagne.

## Historique
L'orchestre a commencé son activité le 1er septembre 1967 en tant que Symphonisches Orchester Berlin, sous les auspices du Berliner Orchestervereinigung eV, après la fusion de deux orchestres indépendants, le Berliner Symphonisches Orchester et le Deutsches Symphonie-Orchester. Carl August Bünte, qui avait été chef d'orchestre du Berliner Symphonisches Orchester, a été le premier chef d'orchestre de l'ensemble nouvellement formé, et a occupé le poste jusqu'en 1973. De 1967 à 1990, l'orchestre a joué sous le nom de Symphonisches Orchestre de Berlin. En 1990, l'orchestre est rebaptisé Berliner Symphoniker.
En 2004, le Land de Berlin a retiré son soutien à l'orchestre, qui a engagé une procédure de faillite. Par la suite, l'association Berolina Orchester eV a repris la direction de l'orchestre. Depuis 2019, l'actuelle directrice générale de l'orchestre est Sabine Völker, la première femme à occuper ce poste.

## Tournées
- 1996 : Brésil
- 1998-2000 : États-Unis, Égypte, Royaume-Uni, Espagne, Suisse, Italie
- 2001 : Italie, Royaume-Uni, Amérique du Sud
- 2002 : Japon
- 2004 : Japon, Hongrie, République tchèque, Francfort-sur-le-Main
- 2005 : Corée du Sud, Chine, Suisse, Italie, Grèce
- 2006 : Espagne, Suisse
- 2007 : Argentine (Buenos Aires ; Festival International d'Ushuaia), Italie, Japon, Chine
- 2008 : Festival de Majorque, Japon, Chine
- 2016 – 2017 : Chine, Japon
- 2018 – 2019 : Chine, Japon, Corée du Sud, Vietnam, Taiwan

## Directeurs généraux
- Gerhard Becker (1967-1973)
- Franz Offermann (1973-1976)
- Heinz Hoefs (1976-1978)
- Gideon Rosengarten (1978-1982)
- Norbert Thomas (1984-1988)
- Jochen Thärichen (1989-2017)
- Pierre Paul Pachl (2017-2019)
- Sabine Völker (2019-présent)

## Chefs d'orchestre
- Carl August Bünte (de) (1967-1973)
- Theodore Bloomfield (en) (1975-1982)
- Daniel Nazareth (en) (1982-1985)
- Alun Francis (1989-1996)
- Lior Shambadal (en) (1996-2019)
- Hans-Jörg Schellenberger (2021-présent)